# Municipio de Logan (condado de Edwards)
El municipio de Logan (en inglés: Logan Township) es un municipio ubicado en el condado de Edwards en el estado estadounidense de Kansas. En el año 2010 tenía una población de 33 habitantes y una densidad poblacional de 0,35 personas por km².

## Geografía
El municipio de Logan se encuentra ubicado en las coordenadas 38°2′40″N 99°24′18″O / 38.04444, -99.40500. Según la Oficina del Censo de los Estados Unidos, el municipio tiene una superficie total de 93.05 km², de la cual 93,05 km² corresponden a tierra firme y (0 %) 0 km² es agua.

## Demografía
Según el censo de 2010, había 33 personas residiendo en el municipio de Logan. La densidad de población era de 0,35 hab./km². De los 33 habitantes, el municipio de Logan estaba compuesto por el 96,97 % blancos, el 3,03 % eran amerindios. Del total de la población el 0 % eran hispanos o latinos de cualquier raza.